# Juan María Lecea Yábar
Juan María Lecea Yábar (Pamplona, 23 de mayo de 1931-25 de marzo de 2023) fue un periodista e historiador, además de teólogo, autor de varias obras, especializado en la historia de la prensa. Fue director del semanario diocesano La Verdad, además de colaborador frecuente del Diario de Navarra y El Diario Vasco. También fue uno de los fundadores del Ateneo Navarro.

## Biografía
Naciedo en el Casco Antiguo de Pamplona, era hijo de Jenaro y Valentina de cuyo matrimonio nacieron otros dos hijos: Gerardo y Lourdes.
Sus primeros estudios los realizó en los Escolapios de Pamplona ingresando después en el Seminario de Pamplona. Se doctoró en Teología en la Universidad Pontificia de Salamanca, y posteriormente se licenció en Ciencias de la Información (Periodismo) y en Filosofía y Letras (Sección "Historia") en la Universidad de Navarra.
Ha sido profesor de Literatura en el Colegio Diocesano de "San Miguel de Aralar" y profesor de Liturgia en la Facultad de Teología en la Universidad de Navarra. También impartió clases en el Colegio Nuestra Señora del Huerto, de Pamplona, así como en los institutos Irubide y Tafalla, además del INABAD (Instituto Navarro de Bachillerato a Distancia).
Casado con Celina Compains Iribarren, durante muchos años presidenta del Ateneo Navarro (2006-2012), tuvieron dos hijos, Alodia y Fermín. Perteneció también durante más de 50 años a la Asociación de Belenistas de Pamplona y fue también miembro de la Asociación Amigos de Leyre donde llegó a ser secretario.

## Obras
De entre sus obras y artículos, destacan:
- 1959: Pastoral litúrgica en los documentos pontificios de Pío X a Pío XII. Barcelona, Juan Flors Editor. Responde a la publicación de su tesis doctoral salmantina presentada el año anterior.[2]
- 1965: Once temas sobre la misa. Madrid, Propaganda Popular Católica.
- 1967: Los Sacramentos, Pascua de la Iglesia. Barcelona, Juan Flors Editor.
- 1973: "La Vieja Navarra" y "La Nueva Navarra". Colección Diario de Navarra, número 7. Pamplona ISBN 978-84-3005-720-7
- 1976: 50 años de prensa en Navarra en Navarra hoy, ante su futuro. Pamplona, Diario de Navarra. ISBN 84-85112-08-3
- 1977: Prensa navarra : siglos XVIII y XIX. Colección Navarra. Temas de Cultura Popular, nº 296. Pamplona, Diputación Foral de Navarra. ISBN 84-235-0109-4[3]
- 1980: Los ciclos de Navidad y Pascua en el arte navarro. Colección Navarra. Temas de Cultura Popular, nº 365. Pamplona, Diputación Foral de Navarra. ISBN 84-235-0467-0[4]
- 2014: Amado Alonso (1896-1952) en Amado Alonso: el español de las dos orillas. Gobierno de Navarra, col. Personajes navarros 7. ISBN 978-84-2353-372-5

## Premios y reconocimientos
- 1972. Premio «San Francisco de Sales» otorgado por la Asociación de la Prensa de Pamplona.